# Dennis Müller (Tischtennisspieler)
Dennis Müller (* 11. Oktober 1989 in Bad Ems) ist ein deutscher Tischtennisspieler. Er stand 2016 bei der deutschen Meisterschaft im Doppelendspiel.

## Werdegang
Im Alter von sieben Jahren begann Dennis Müller mit dem Tischtennissport. Mit einjähriger Unterbrechung spielte er von 2005 bis 2013 beim Verein TTC Zugbrücke Grenzau, dort vorwiegend in der 2. Mannschaft in der 2. Bundesliga. 2010 gewann er die Südwestdeutsche Meisterschaft im Doppel mit Minh Tran Le, 2014 wurde er im Doppel mit Björn Baum deutscher Hochschulmeister.
Höhepunkt seiner sportlichen Laufbahn war die deutsche Meisterschaft 2016, bei der er zusammen mit Zoltan Fejer-Konnerth im Doppel Silber gewann. Das Endspiel gegen Ricardo Walther/Ruwen Filus ging mit 1:4 verloren.
Heute (2021) arbeitet Dennis Müller als Sportwissenschaftler am Forum für Sportmedizin und Sportphysiotherapie in Koblenz.